# Μ-law
Das µ-law-Verfahren (oft u-law geschrieben) ist ein Digitalisierungsverfahren für analoge Audiosignale im Telekommunikationsbereich, das in der Empfehlung G.711 der Internationalen Fernmeldeunion (ITU) standardisiert ist. Es kommt bei der PCM-Technik in Nordamerika und Japan zum Einsatz. In ähnlicher Weise wie das hauptsächlich in Europa verwendete A-law-Verfahren, arbeitet das µ-law-Verfahren mit einer logarithmischen Quantisierungskennlinie, um ein besseres Signal-Rausch-Verhältnis zu erzielen. 

Kennlinien von A-law und µ-law und lineare Quantisierung im Vergleich

Beide Verfahren erzeugen 8-Bit-Werte. Jedoch ist die Quantisierungskennlinie des µ-law-Verfahrens bei niedrigen Pegeln steiler. Außerdem ist bei diesem  die Codierung darauf ausgelegt, keine kontinuierlichen 0-Folgen zu erzeugen, sondern ständig wechselnde Bitzustände. Damit wird die Taktrückgewinnung beim Empfänger des Signals erleichtert. 
{\displaystyle f_{\mu }(x)=\operatorname {sgn}(x){\frac {\ln(1+\mu \cdot |x|)}{\ln(1+\mu )}}} mit {\displaystyle \mu =255}, wobei {\displaystyle \operatorname {sgn}(x)} die Vorzeichenfunktion ist und {\displaystyle x} das analoge Signal von −1 bis 1 darstellt.
Die Quantisierungskennlinie ist bei diesem Verfahren in 15 Segmente unterteilt.